# Касаткіна Дарія Сергіївна
Дарія Сергіївна Касаткіна (рос. Дарья Сергеевна Касаткина; нар. 7 травня 1997) — російська, згодом австралійська тенісистка.

## Кар'єра
На юніорському рівні Касаткіна вигравала Відкритий чемпіонат Франції 2014 року. Вона має в своєму активі також одну перемогу в турнірах WTA в парному розряді. Цю перемогу вона здобула, граючи на Кубку Кремля 2015 в парі з Оленою Весніною.
Першу перемогу в турнірі WTA в одиночному розряді Касаткіна здобула на Charleston Open 2017 року.

## Особисте життя
Лесбійка. Перебуває у стосунках із фігуристкою Наталією Забіяко.

## Фінали турнірів WTA

### Одиночний розряд: 19 (8 титулів, 11 поразок)
| Легенда                                           |
| ------------------------------------------------- |
| Турніри Великого шлему (0–0)                      |
| Фінал WTA (0–0)                                   |
| Турніри WTA 1000 (0–1)                            |
| Турніри WTA 500 (Турніри WTA Premier) (6–9)       |
| Турніри WTA 250 (Турніри WTA International) (2–1) |

| Фінали за покриттям |
| ------------------- |
| Тверде (6–8)        |
| Ґрунт (1–1)         |
| Трава (1–2)         |

| Результат | В-П  | Дата     | Турнір                               | Tier      | Покриття   | Опонент            | Рахунок              |
| --------- | ---- | -------- | ------------------------------------ | --------- | ---------- | ------------------ | -------------------- |
| Перемога  | 1–0  | Кві 2017 | Charleston Open, США                 | Premier   | Ґрунт      | Олена Остапенко    | 6–3, 6–1             |
| Поразка   | 1–1  | Жов 2017 | Кубок Кремля, Росія                  | Premier   | Тверде (i) | Юлія Гергес        | 1–6, 2–6             |
| Поразка   | 1–2  | Лют 2018 | Dubai Tennis Championships, ОАЕ      | Premier   | Тверде     | Еліна Світоліна    | 4–6, 0–6             |
| Поразка   | 1–3  | Бер 2018 | Indian Wells Open, США               | Premier M | Тверде     | Наомі Осака        | 3–6, 2–6             |
| Перемога  | 2–3  | Жов 2018 | Kremlin Cup, Росія                   | Premier   | Тверде (i) | Унс Джабір         | 2–6, 7–6(7–3), 6–4   |
| Перемога  | 3–3  | Лют 2021 | Phillip Island Trophy, Австралія     | WTA 250   | Тверде     | Маріє Боузкова     | 4–6, 6–2, 6–2        |
| Перемога  | 4–3  | Бер 2021 | St. Petersburg Ladies' Trophy, Росія | WTA 500   | Тверде (i) | Маргарита Гаспарян | 6–3, 2–1, ret.       |
| Поразка   | 4–4  | Чер 2021 | Birmingham Classic, Велика Британія  | WTA 250   | Трава      | Унс Джабір         | 5–7, 4–6             |
| Поразка   | 4–5  | Сер 2021 | Silicon Valley Classic, США          | WTA 500   | Тверде     | Даніель Коллінз    | 3–6, 7–6(12–10), 1–6 |
| Перемога  | 5–5  | Сер 2022 | Silicon Valley Classic, США          | WTA 500   | Тверде     | Шелбі Роджерс      | 6–7(2–7), 6–1, 6–2   |
| Перемога  | 6–5  | Сер 2022 | Championnats de Granby, Канада       | WTA 250   | Тверде     | Дарія Савілл       | 6–4, 6–4             |
| Поразка   | 6–6  | Січ 2023 | Adelaide International, Австралія    | WTA 500   | Тверде     | Белінда Бенчич     | 0–6, 2–6             |
| Поразка   | 6–7  | Чер 2023 | Eastbourne International, UK         | WTA 500   | Трава      | Медісон Кіз        | 2–6, 6–7(13–15)      |
| Поразка   | 6–8  | Січ 2024 | Adelaide International, Австралія    | WTA 500   | Тверде     | Олена Остапенко    | 3–6, 2–6             |
| Поразка   | 6–9  | Лют 2024 | Abu Dhabi Open, ОАЕ                  | WTA 500   | Тверде     | Олена Рибакіна     | 1–6, 4–6             |
| Поразка   | 6–10 | Кві 2024 | Charleston Open, US                  | WTA 500   | Ґрунт      | Деніел Колінз      | 2–6, 1–6             |
| Перемога  | 7–10 | Чер 2024 | Eastbourne International, UK         | WTA 500   | Трава      | Лейла Фернандес    | 6–3, 6–4             |
| Поразка   | 7–11 | Вер 2024 | Korea Open, Південна Корея           | WTA 500   | Тверде     | Беатріс Аддад Мая  | 6–1, 4–6, 1–6        |
| Перемога  | 8–11 | Жов 2024 | Ningbo Open, КНР                     | WTA 500   | Тверде     | Мірра Андрєєва     | 6–0, 4–6, 6–4        |

### Парний розряд: 3 (1— 2)
| Результат | №  | Дата            | Турнір                   | Поверхня      | Партнерка       | Супротивниці                             | Рахунок               |
| --------- | -- | --------------- | ------------------------ | ------------- | --------------- | ---------------------------------------- | --------------------- |
| Перемога  | 1. | 23 жовтня 2015  | Kremlin Cup, Росія       | Хард (у залі) | Олена Весніна   | Ірина-Камелія Бегу Моніка Нікулеску      | 6–3, 6–7(7–9), [10–5] |
| Поразка   | 1. | 21 жовтня 2016  | Kremlin Cup, Росія       | Хард (у залі) | Дарія Гаврилова | Андреа Главачкова Луціє Градецька        | 6–4, 0–6, [7–10]      |
| Поразка   | 2. | 23 вересня 2017 | Pan Pacific Open, Японія | Хард          | Дарія Гаврилова | Андрея Клепач Марія Хосе Мартінес Санчес | 3–6, 2–6              |